# Tom of Finland (film)
Tom of Finland è un film del 2017 diretto da Dome Karukoski. Si tratta di un biopic su Touko Laaksonen, noto come Tom of Finland, artista omoerotico finlandese che ha influenzato la cultura gay del ventesimo secolo.
Il film è stato selezionato per rappresentare la Finlandia ai premi Oscar 2018 nella categoria Oscar al miglior film in lingua straniera.

## Produzione
Tom of Finland è interpretato dall'attore Pekka Strang, mentre il suo compagno per oltre 28 anni, Veli, è interpretato da Lauri Tilkanen.

## Distribuzione
Il film è stato distribuito nelle sale cinematografiche finlandesi il 24 febbraio 2017. In Italia il film ha aperto la 32ª edizione del Lovers Film Festival di Torino.